# 中里 (東京都北区)
中里（なかざと）は、東京都北区の町名。現行行政地名は中里一丁目から中里三丁目。住居表示実施地域。

## 地理
東京都北区南東部（滝野川地区南部）に位置し、豊島区駒込との区境の地域である。JR山手線駒込駅の北東に位置する地域で、地域の一部が駒込駅にかかっている。一丁目と二・三丁目の間に山手線が通っており、三丁目に近接して京浜東北線が通る。一丁目には山手線内で唯一の踏切があり、仙人塔と称する踏切事故者等を供養する角塔婆が建つ。豊島区との境が商店街となっているほかは、全域が住宅街となっている。また、地域の西端に本郷通り、地域の東部に田端高台通りが通る。
一・二丁目に近接してJR山手線駒込駅、一丁目に滝野川警察署中里交番、東中里公園、二丁目に西中里公園、三丁目に聖学院小学校、聖学院中学校・高等学校、女子聖学院中学校・高等学校、円勝寺、万栄寺がある。
東は田端、西・南は豊島区駒込、西は西ケ原と接する。

### 地価
住宅地の地価は、2024年（令和6年）7月1日の地価調査によれば、中里2-20-5の地点で82万円/m2となっている。

### 小字
滝野川町大字中里時代に存在した小字を列挙する。
- 居村通
- 内貝塚
- 貝塚向
- 峡下
- 山王下
- 原西峡山
- 原西阪上
- 原東峡山
- 原東阪上
- 東前畑
- 比丘尼西
- 比丘尼東
- 広町
- 西貝塚
- 西前畑

## 歴史
旧石器時代あるいは縄文時代頃から人が定住したと思われ、中里貝塚が見つかっている。
奈良時代には、この周辺は「武蔵国豊島郡荒墓郷」と呼ばれていた。荒墓郷は現在の台東区、荒川区、北区南部あたりを占めるかなり広大な地域であった。
この時代は律令制による条里制の区画整理が行われ、中里の村名はこれに由来するという。この村名から見られるように、条里制の豊島駅（現在の北区豊島周辺）に繋がる地域として、平安時代の末期ごろから平塚郷と呼ばれ、豊島氏の支配下となり、豊島氏の本城である平塚城があった。
近世には、中里村は豊島郡岩淵領に属し、1646年（享保3年）には、赤羽根村、田端村、稲付村と共に東叡山寛永寺領となり、幕末には円勝寺領ともなっていた。新編武蔵によると100戸以上の家数を数える村と記されており、武蔵田園簿によると178石余りで、天保郷帳によると天保年間には235石を数えた。また、中里村の鎮守は隣接する上中里村の平塚明神社であった。
円勝寺の五本松は慶長年間に徳川家康が腰掛けたと伝えられていることから、｢家康腰掛の松｣ともいわれ、これにより5石の朱印を賜ったとされる。
村内は江戸期より石神井用水を引いており、明治時代には下郷用水と呼ばれた。中里村を含む18ヶ村で石神井川下用水組合を結成し、農業用水として管理していたが、中里村を含めた下郷用水沿いの地域の宅地化により昭和初期に組合が廃止され、現在は完全に暗渠化されている。また、石神井用水は音無川とも呼ばれた。
明治になると武蔵県知事の管轄となり、1868年（明治元年）9月3日（旧暦7月17日）にほどなくして東京府の管轄となる。1878年（明治11年）11月2日には郡区町村制が施行され、同時に豊島郡を北豊島郡と南豊島郡に分離されたことから東京府北豊島郡中里村となり、1879年（明治12年）3月14日に田端村、中里村と3ヶ村連合を組み、1889年（明治22年）4月1日に上中里村、滝野川村、田端村、西ケ原村および下十条村の一部と合併し、北豊島郡滝野川村大字中里となる。
1930年（昭和5年）には大字中里のうち、国鉄東北本線より東が大字昭和町一丁目-三丁目として分離され、2年後の1932年（昭和7年）10月1日には東京市に編入される。旧滝野川町はそのまま滝野川区となり、大字中里は中里町として改められた。関東大震災後には人口が急増し、近郊農村から住宅地としての性格を強く持つようになる。1943年（昭和18年）7月1日には、東京都制により東京都滝野川区中里町となり、1947年（昭和22年）3月15日には、滝野川区と王子区の合併により北区が発足し、東京都北区中里町となる。1953年（昭和28年）、中里町のうち京浜東北線以東を上中里二丁目に編入し、1976年（昭和51年）5月1日に中里町の全域、西ヶ原町・田端町の各一部より北区中里一丁目 - 三丁目を新設・住居表示を施行し、現在に至る。

### 町名の由来
｢中里｣の由来には2説あるが、どちらが正しいものであるかははっきりしていない。
- 古代において、豊島郡の中心の村であったという説。
- 古代の豊島駅の所在地であったという説。

### 沿革
- 古代 豊島郡の中心の村、もしくは豊島駅の所在地であったと推測されている。
- 中世 後北条氏の領地と推測されている。
- 近世 豊島郡岩淵領に属す、中里村として100戸以上を数える村となっていた。
- 1646年（享保3年）東叡山寛永寺領となる。
- 1868年（明治元年） 武蔵県知事の管轄となる。
  - 9月3日（旧暦7月17日） 東京府の管轄となり、東京府豊島郡中里村となる。
- 1874年（明治7年）3月8日 大区小区制により、第九大区三小区となる。
- 1878年（明治11年）11月2日 郡区町村制施行。同時に豊島郡を北豊島郡と南豊島郡に分離し、東京府北豊島郡中里村となる。
- 1879年（明治12年）3月14日 東京府数町村連合会規則に基づき、田端村、中里村と3ヶ村連合を発足。
- 1889年（明治22年）4月1日 上中里村、滝野川村、田端村、西ケ原村及び下十条村の一部と合併し、北豊島郡滝野川村大字中里となる。
- 1913年（大正2年）10月1日 町制施行により、北豊島郡滝野川町大字中里となる。
- 1922年（大正11年）4月 旧都市計画法に基づき、東京都市計画区域に定められる。
- 1930年（昭和5年） 大字中里のうち、東北本線以東が大字昭和町一丁目-三丁目として分離する。
- 1932年（昭和7年）10月1日 東京市に編入。東京市滝野川区中里町となる。
- 1943年（昭和18年）7月1日 東京都制により、東京都滝野川区中里町となる。
- 1947年（昭和22年）3月15日 王子区と合併し、東京都北区中里町となる。
- 1953年（昭和28年）中里町の一部を上中里二丁目に編入。
- 1976年（昭和51年）5月1日 住居表示施行。中里町の全域、西ヶ原町・田端町の各一部より、北区中里一丁目-三丁目を新設。

### 町名の変遷
| 実施後     | 実施年月日               | 実施前           |
| ---------- | ------------------------ | ---------------- |
| 中里一丁目 | 1976年（昭和51年）5月1日 | 中里町           |
| 中里二丁目 | 1976年（昭和51年）5月1日 | 中里町、西ヶ原町 |
| 中里三丁目 | 1976年（昭和51年）5月1日 | 中里町、田端町   |

## 世帯数と人口
2023年（令和5年）1月1日現在（東京都発表）の世帯数と人口は以下の通りである。
| 丁目       | 世帯数    | 人口    |
| ---------- | --------- | ------- |
| 中里一丁目 | 1,310世帯 | 1,941人 |
| 中里二丁目 | 1,157世帯 | 1,719人 |
| 中里三丁目 | 1,921世帯 | 3,449人 |
| 計         | 4,388世帯 | 7,109人 |

### 人口の変遷
国勢調査による人口の推移。
| 年                 | 人口  |
| ------------------ | ----- |
| 1995年（平成7年）  | 6,764 |
| 2000年（平成12年） | 6,863 |
| 2005年（平成17年） | 6,798 |
| 2010年（平成22年） | 6,646 |
| 2015年（平成27年） | 6,835 |
| 2020年（令和2年）  | 7,155 |

### 世帯数の変遷
国勢調査による世帯数の推移。
| 年                 | 世帯数 |
| ------------------ | ------ |
| 1995年（平成7年）  | 3,243  |
| 2000年（平成12年） | 3,616  |
| 2005年（平成17年） | 3,709  |
| 2010年（平成22年） | 3,847  |
| 2015年（平成27年） | 4,037  |
| 2020年（令和2年）  | 4,083  |

## 学区
区立小・中学校に通う場合、学区は以下の通りとなる（2023年10月時点）。
| 丁目       | 番地                                                                     | 小学校             | 中学校           |
| ---------- | ------------------------------------------------------------------------ | ------------------ | ---------------- |
| 中里一丁目 | 全域                                                                     | 北区立田端小学校   | 北区立田端中学校 |
| 中里二丁目 | 18番4〜8号 19番4〜9号 20番5〜11号                                        | 北区立滝野川小学校 | 北区立飛鳥中学校 |
| 中里二丁目 | 1〜17番 18番1〜3・9〜12号 19番1〜3・10〜14号 20番1〜4・12〜17号 21〜28番 | 北区立田端小学校   | 北区立田端中学校 |
| 中里三丁目 | 全域                                                                     | 北区立田端小学校   | 北区立田端中学校 |

## 交通

### 鉄道
- JR山手線 ■駒込駅 - 東口駅舎付近の用地が町域内にかかる。（所在地：豊島区駒込二丁目）

### 道路
- 本郷通り
- 田端高台通り

## 事業所
2021年（令和3年）現在の経済センサス調査による事業所数と従業員数は以下の通りである。
| 丁目       | 事業所数  | 従業員数 |
| ---------- | --------- | -------- |
| 中里一丁目 | 153事業所 | 836人    |
| 中里二丁目 | 138事業所 | 916人    |
| 中里三丁目 | 53事業所  | 544人    |
| 計         | 344事業所 | 2,296人  |

### 事業者数の変遷
経済センサスによる事業所数の推移。
| 年                 | 事業者数 |
| ------------------ | -------- |
| 2016年（平成28年） | 359      |
| 2021年（令和3年）  | 344      |

### 従業員数の変遷
経済センサスによる従業員数の推移。
| 年                 | 従業員数 |
| ------------------ | -------- |
| 2016年（平成28年） | 2,275    |
| 2021年（令和3年）  | 2,296    |

## 施設
- 中里児童館
- 中里保育園
- 学校法人聖学院
  - 聖学院幼稚園
  - 聖学院小学校
  - 聖学院中学校・高等学校
  - 女子聖学院中学校・高等学校
- 三丁目遊園
- 中里台遊び場
- 西中里公園
- 東中里公園
- 円勝寺 - 浄土宗の仏教寺院。
- 万栄寺 - 真宗大谷派の仏教寺院。

## その他

### 日本郵便
- 郵便番号 : 114-0015[3]（集配局 : 王子郵便局[17]）。